# レーデンタール
レーデンタール (ドイツ語: Rödental、ドイツ語発音: [ˈrøːd̩ntaːl]) は、ドイツバイエルン州のオーバーフランケン行政管区コーブルク郡に存在する都市。コーブルクの北東約7kmに位置する。

## 地理
レーデンタールは、テューリンゲンの森の支脈に位置しており、ドイツの中低山地様の地形（標高306 - 464m）をしている。開墾された平地部のすぐ近くにまで針葉樹林が広がっている。前世紀にこの地域は林業が盛んになり、多くのトウヒや松が植林された。住居地域は、イッツ川やレーデン川の流域の多くの部分を占めている。

### 自治体の構成
レーデンタール市は、エスラウ、アインベルク、メンヒレーデン、ローテンホーフ、キプフェンドルフ、ウンターヴォールスバッハが1971年1月1日に合併してできた。その後、ヴァルトザクセン（1971年7月1日）、オーバーヴォールスバッハ（1972年1月1日）、シュピッテルシュタイン、ブルーメンロート（1977年1月1日）、ヴァルタースドルフ、ミッテルベルク、フィッシュバッハ、フォルンバッハ、シェーンシュテットおよびヴァイセンブルン町村連合（1978年5月1日）が加わった。現在でもこの16地区はそれぞれ独立した自治組織を作っている。
本市は、公式には23の地区 (Ort) からなる。このうち小集落や孤立農場などを除く集落を以下に列記する。
| - ブルーメンロート - アインベルク - フィッシュバッハ - フォルンバッハ - キプフェンドルフ - ミッテルベルク - メンヒレーデン - オーバーヴォールスバッハ - エスラウ | - ローテンホーフ - シェーンシュテット - シュピッテルシュタイン - ティーラッハ - ウンターヴォールスバッハ - ヴァルトザクセン - ヴァルタースドルフ - ヴァイセンブルン・フォルム・ヴァルト |

## 紋章
レーデンタール市の紋章は、現在街の中心をなしているオエスラウ、メンヒレーデン、アインベルクの3つの紋章を組み合わせたものである。
左側には、かつてオエスラウを本拠とした騎士を表す白地に3つのバラ紋が描かれている。
右側には、メンヒレーデン修道院の紋章である黄色地に鍵状に曲がった杖が描かれている。赤い波状の横線はこの地区を貫いて流れるレーデン川を示している。
長い尾を持つ青の三角図形は、その銀の三日月模様が、アインベルクに居を構えたハンシュタインの領主を思い起こさせる。

## 歴史
レーデンタールはバイエルン州の市町村再編により1971年1月1日に、この地域の6つの町村が合併してできあがった。中には1000年以上の歴史を誇る町もあった。
1988年9月23日にレーデンタールは「市」となった。

## 行政
レーデンタール市議会は24議席からなる。

## 経済
中心部（オエスラウ、アインベルク、メンヒレーデン）は工業（陶磁器・セラミック産業、玩具・人形製造、プラスチック加工業）が優勢で、商業はあまり盛んでない。
ブルーメンロート地区には、この付近の地方自治体で作るゴミ処理連合体のゴミ処理場がある。廃品再生・分類施設やプラスチック再処理工場などがありオーバーフランケン西部の廃品経済の中心地として成長している。

### 交通
フランケン地方の南北軸を貫く連邦道路B4（ニュルンベルク - エアフルト）が隣接する町ラウタータールの中心街を通っている。2005年現在、アウトバーンA73の新しく建設された先端部分は、レーデンタールの中心地近くにある。この道路は新しいバイパス道路として、交通事情の改善が期待されている。
2005年現在、レーデンタールは、新鉄道路線ニュルンベルク - エアフルト線の一部として架かる鉄道橋、イッツタール橋の建設で知られている。この路線は2017年までは未開通で、この橋は住民たちから「ゾーダ橋」とあだ名されている。

### 地場産業
レーデンタールに定着し、地域を越えて誇る企業に、フンメルの絵付けで国際的にも知られた陶磁器メーカー、ゲーベルがある。また、人形製造のツァプ・クリエーションも株式上場を果たしている。かつてのアンナヴェルクは1998年以降ザイント・ゴバイントグループに加盟し、耐火セラミックや、最近では閉鎖した工場を改装して煤煙粒子フィルターなどを製造している。

## 友好都市
- イートン（オハイオ州、USA）、1981年
- シャルカウ （ドイツ、テューリンゲン州）、1990年

## 文化と見所
- 1162年にレーデン川の徒渉地に初めて創設されたオエスラウ御料地の復元は、連邦レベルの都市計画助成プログラムの枠組みで行われ、1988年にコンラート＝アデナウアー賞を受賞した。
- かつてはコーブルク公爵の夏の別荘であったローゼナウ城は、1439年に初めて建設された。ここは、後にイギリスのヴィクトリア女王の夫となる公子アルベルトが生まれた場所でもある。
- 後期ゴシック様式の聖ヨハニス教会は1517年に建設され、コーブルク地方で唯一、丸天井を持つ建築物である。1601年、ヨハン・カジミール公の下で、天井、説教壇および内陣が後期ルネサンス様式に改装された。1863年にヴィクトリア女王は、この教会を宮廷教会とし、内装を徹底的に改装した。1975年に最後の補修工事が完了した。
- ベネディクト会のメンヒレーデン修道院は、1149年にマイセン城伯ヘルマンによって寄進された。
- 1986年に築かれ、フランツ・ヨーゼフ・シュトラウスによって落成式が営まれた、23haの広さを持つフロシュグルント湖はイッツ川の洪水防止水位調整に用いられており、間近な行楽地となっている。フロシュグルント湖の特徴として、この湖が、ドイツ統一以前に東ドイツの領域に入り込んでいたことが挙げられる。
- ラウターブルクは、オーバーヴォールスバッハ地区にある城趾である。

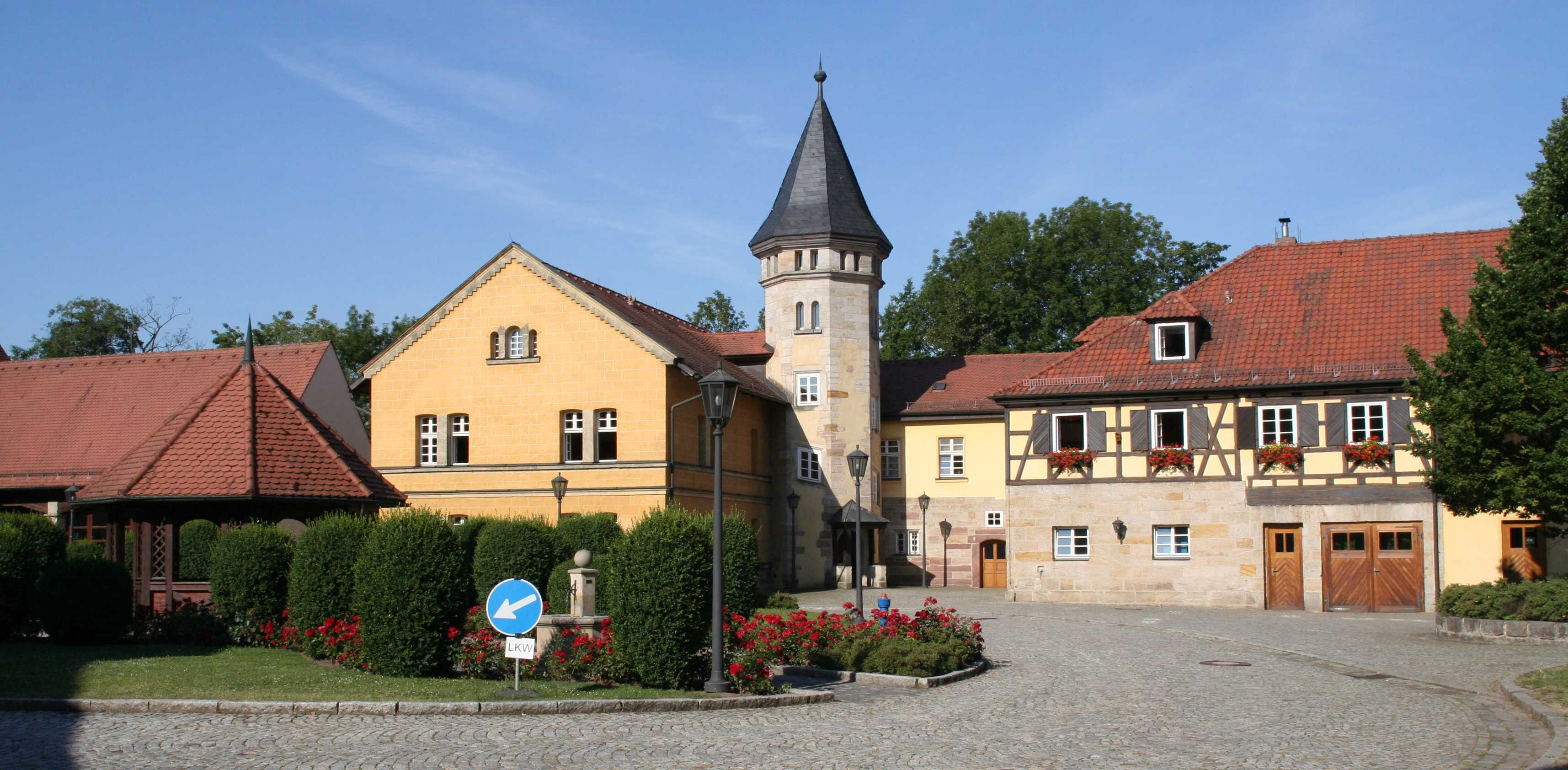
オエスラウ御料地
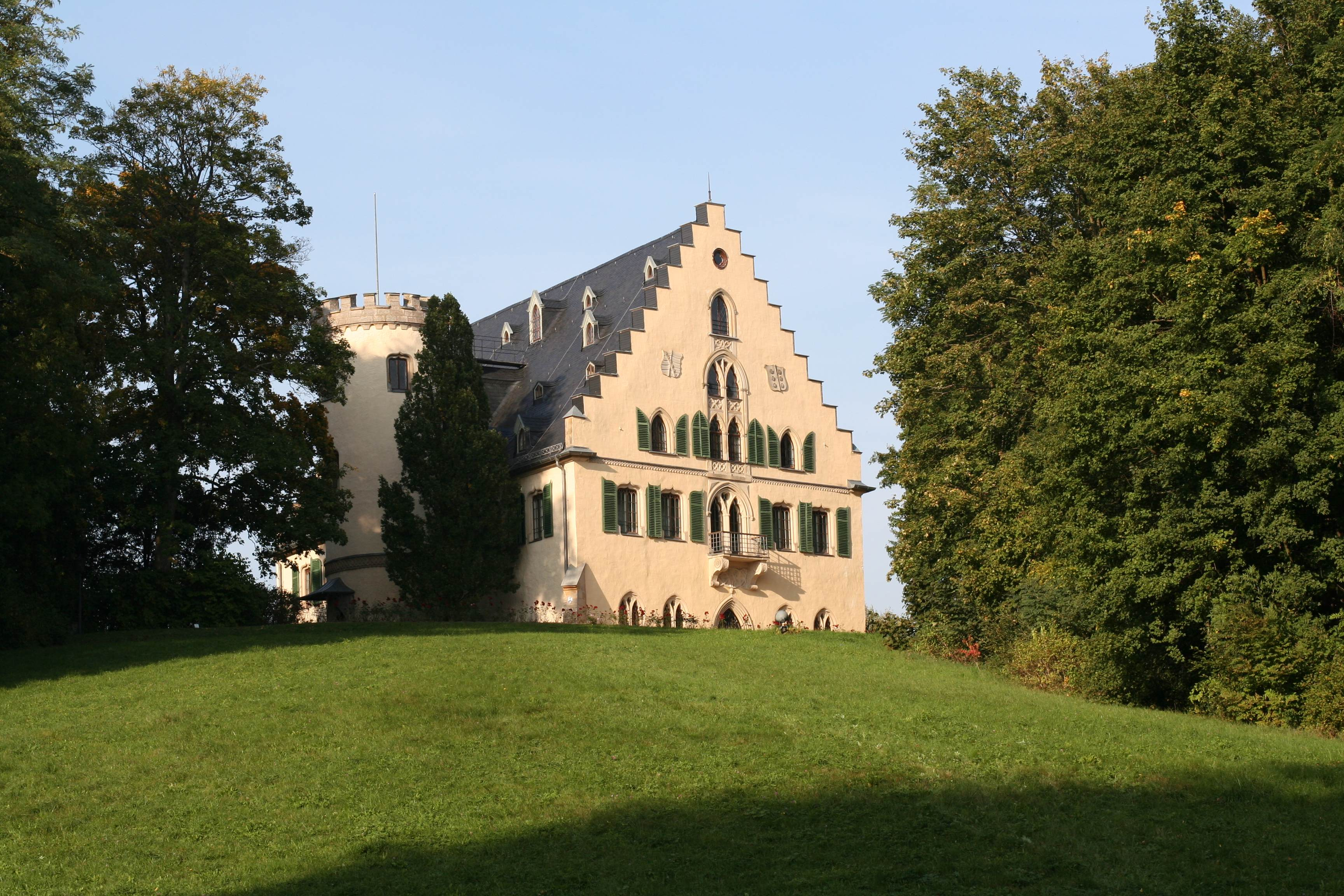
ローゼナウ城
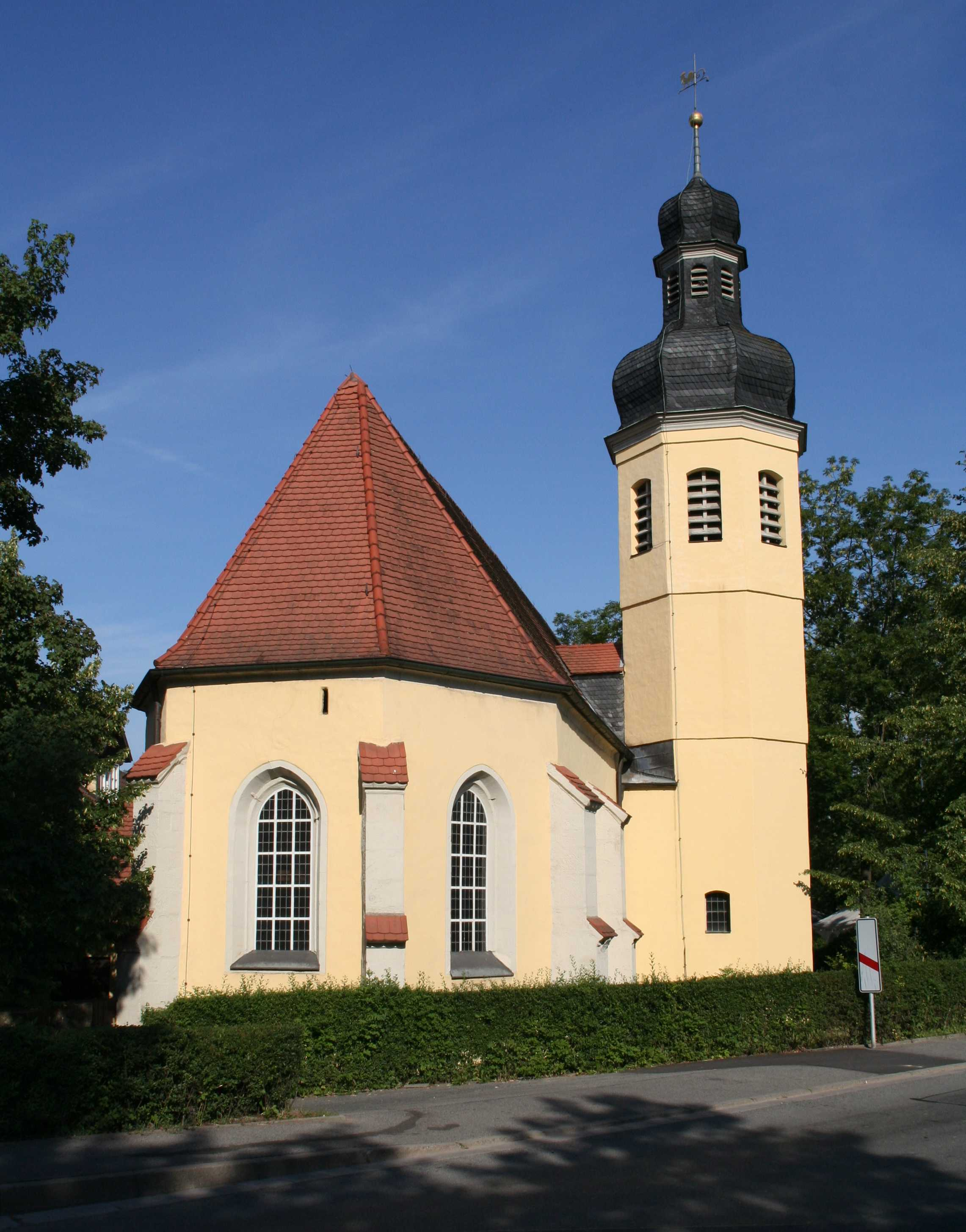
聖ヨハニス教会
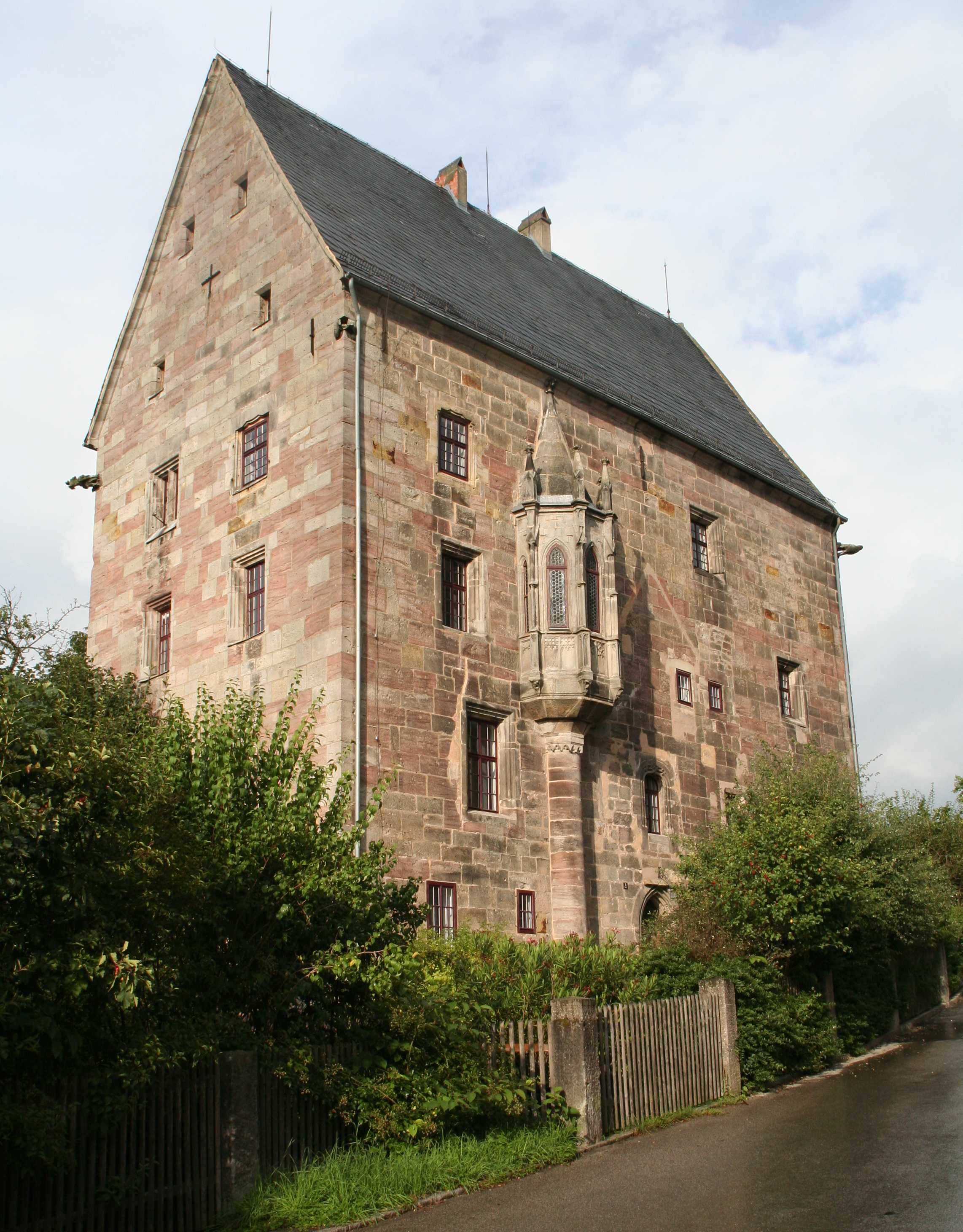
メンヒレーデン修道院
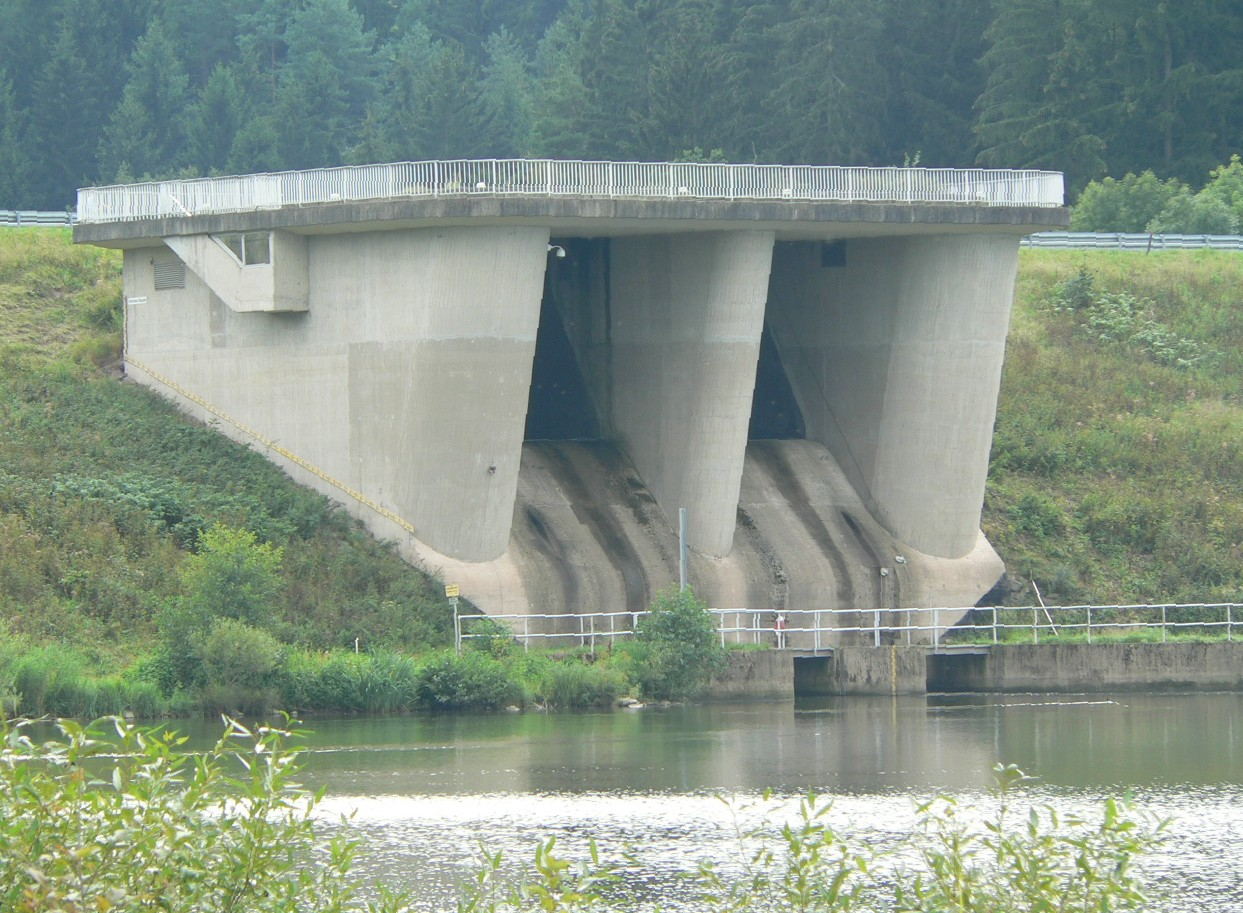
フロシュグルント湖の水門
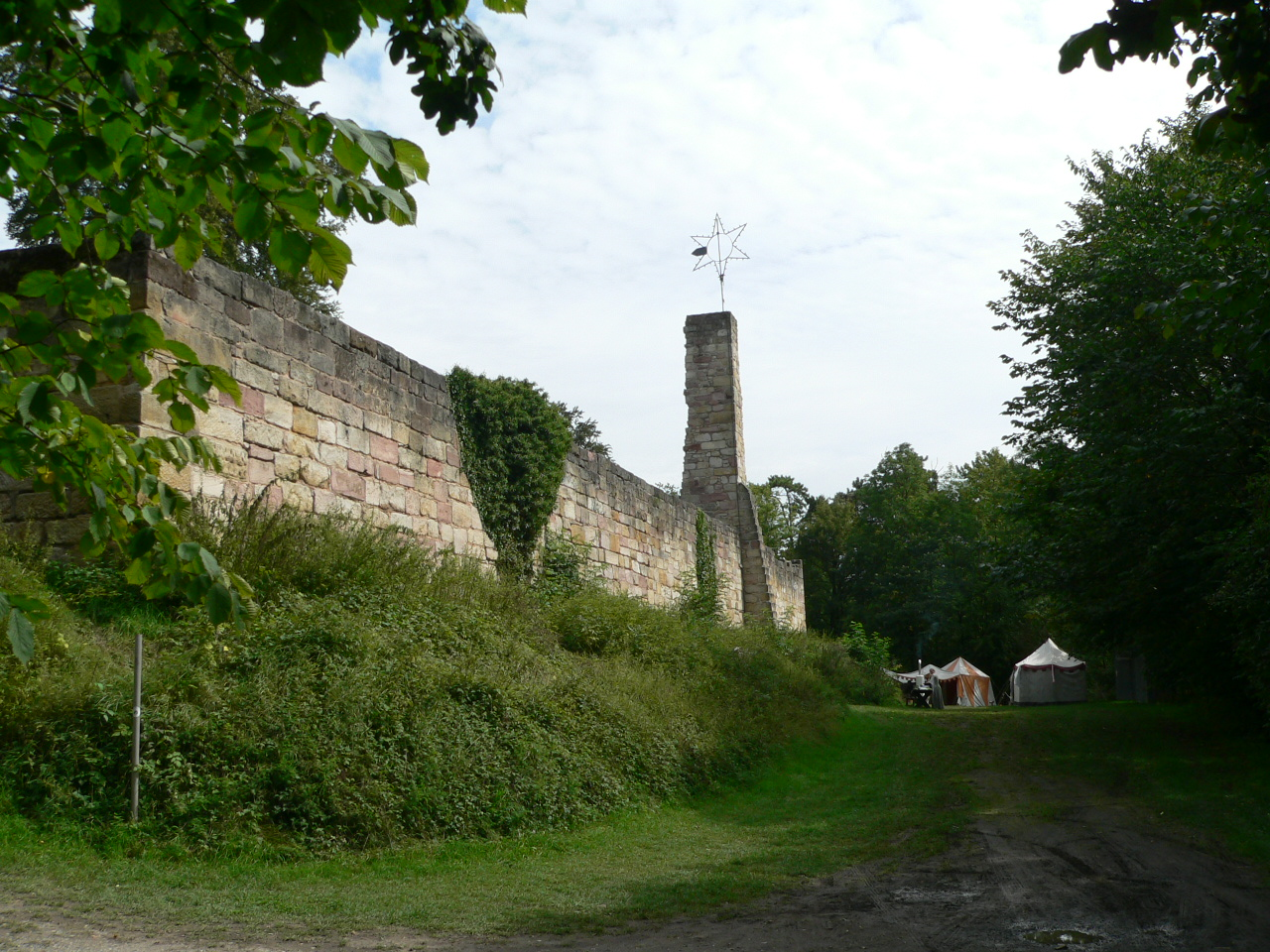
ラウターブルク城趾

### 博物館
- ヨーロッパ近代ガラス博物館
- ゲーベル陶磁器博物館
- ハインリヒ＝シャウムベルガー博物館

## 方言
レーデンタールでは、マインフランケン方言の一種であるイッツグリュンディシュ方言が話されている。

## 引用
1. ↑  https://www.statistikdaten.bayern.de/genesis/online?operation=result&code=12411-003r&leerzeilen=false&language=de Genesis-Online-Datenbank des Bayerischen Landesamtes für Statistik Tabelle 12411-003r Fortschreibung des Bevölkerungsstandes: Gemeinden, Stichtag (Einwohnerzahlen auf Grundlage des Zensus 2011)
2. ↑  Max Mangold, ed (2005). Duden, Aussprachewörterbuch (6 ed.). Dudenverl. p. 682. ISBN 978-3-411-04066-7
3. ↑  Bayerische Landesbibliothek Online